# Осипов, Кузьма Андреевич
Кузьма Андреевич Осипов (14 ноября 1916 село Новые Бегучи, Саратовская губерния — 15 августа 2006, Петровск, Саратовская область) — участник Великой Отечественной войны, полный кавалер ордена Славы.

## Биография
Родился 14 ноября 1916 в деревне Новые Бегучи (ныне — в Петровском районе, Саратовская область) в крестьянской семье. После окончания 3 классов школы работал трактористом в колхозе. В 1937 проходил срочную службу в Красной Армии, после демобилизации поселился на Дальнем Востоке. Вновь призван в Красную Армию в конце июня 1941. В боях начал принимать участие с сентября 1942. В июле 1943 в боях возле Орла был тяжело ранен. 31 мая 1944 награждён медалью «За отвагу». 23 июля 1944 во время боёв за Радзынь (Польша) уничтожил 2 противотанковых орудия с расчётами. 17 августа 1944 награждён орденом Славы 3-й степени. 16 января 1945 во время боёв возле Плеца (Польша) уничтожил 2 танка, 1 БТР, 4 орудия, 5 пулемётов и около 50 вражеских солдат. 8 марта 1945 награждён орденом Славы 2 степени. 31 января — 5 февраля 1945 в боях за Скампе, Кунерсдорф и Штернберг (Польша), повредил 3 танка, 2 противотанковых орудия, 1 зенитное орудие, 1 миномёт, 9 машин и 20 повозок с боеприпасами и провизией противника. Также уничтожил приблизительно 100 военнослужащих противника. 31 мая 1945 награждён орденом Славы 1 степени. 20—24 марта 1945 во время расширение плацдарма на правом берегу Одера уничтожил 1 танк, 1 противотанковое орудие, 6 пулемётов и около 20 солдат противника. 24 марта 1945 тяжело ранен. 17 апреля 1945 награждён орденом Красной Звезды. Демобилизован в августе 1945. Работал трактористом в колхозе. Умер 15 августа 2006.

## Награды
- Орден Славы I степени (31 мая 1945; № 1688)
- Орден Славы II степени (8 марта 1945; № 39540)
- Орден Славы III степени (17 августа 1944; № 129164)
- Орден Отечественной войны I степени (11 марта 1985)
- Орден Красной Звезды (17 апреля 1945)
- Медаль «За отвагу» (31 мая 1944)